# Deutsche Reichsbahn (1945-1994)
Deutsche Reichsbahn var det statslige jernbaneselskab i DDR (Østtyskland). 
Selskabet blev dannet i 1949. Navnet Deutsche Reichsbahn blev tidligere brugt af det dengang samlede Tysklands jernbaneselskab, der blev grundlagt i 1920. Under Tysklands deling hed Vesttysklands jernbaneselskab Deutsche Bundesbahn. De to fortsatte som separate selskaber efter genforeningen i 1989, og fusionerede først i 1994 til det nuværende Deutsche Bahn.

## Historie
I den sovjetiske besættelseszone blev navnet Deutsche Reichsbahn valgt som navn på jernbaneselskabet, da det på Potsdamkonferencen blev bestemt, at alene Deutsche Reichsbahn skulle have rettighederne til at drive togtrafik i Berlin. 
På Potsdamkonferencen havde de allierede ingen hensigt om at dele Tyskland, men tværtimod holde landet samlet sammen, så betegnelsen betød et fælles nationalt selskab. Ved at fortsætte med at bruge samme navn kunne det østtyske selskab kræve retten til at drive jernbanen i det besatte Berlin. Deutsche Reichsbahn drev Berlins S-Bahn både i Øst- og Vestberlin frem til 1984.